# Organización militar

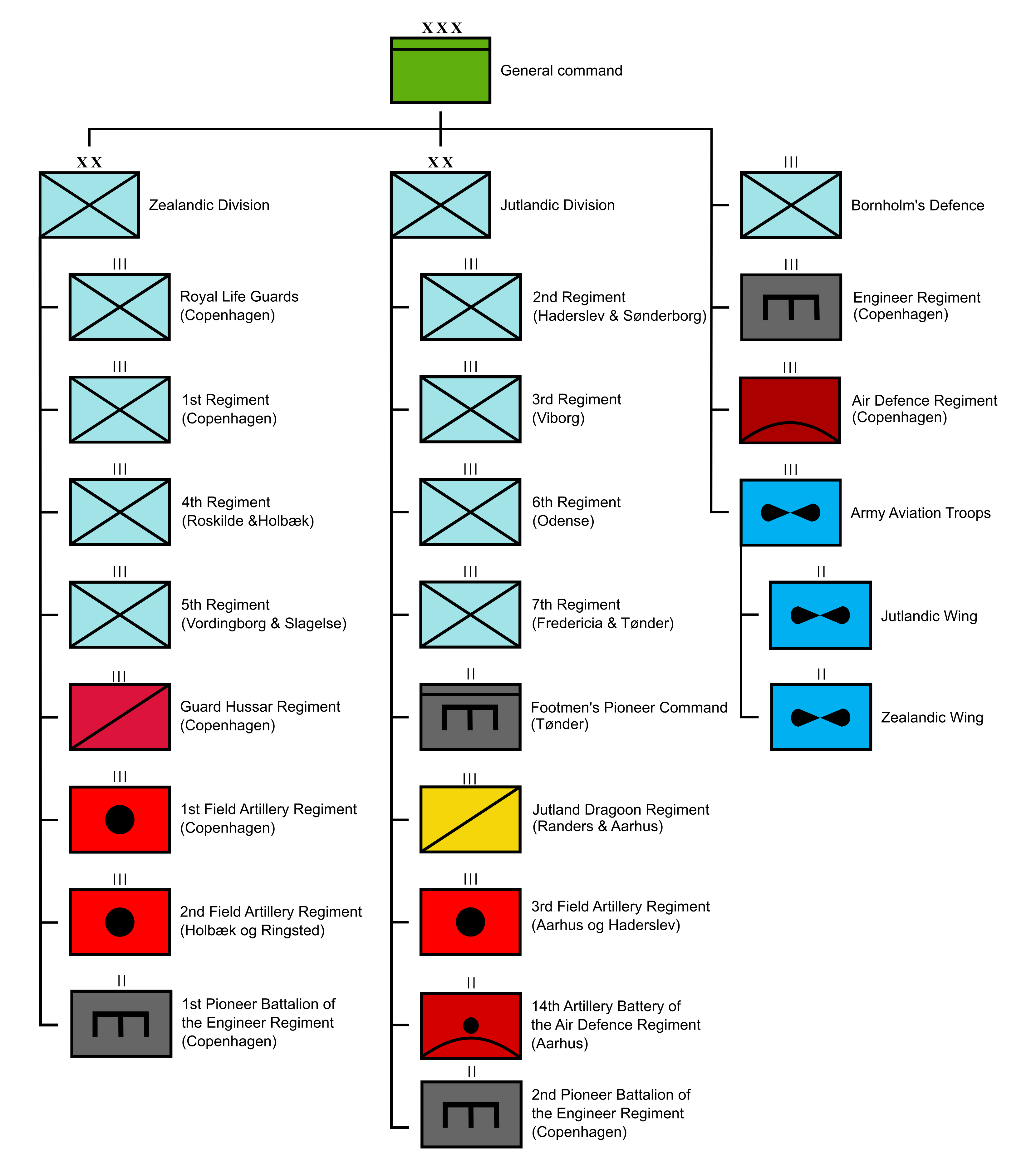
Organigrama del Real Ejército Danés, abril de 1940

La organización militar u organización paramilitar es la estructuración de las fuerzas armadas de un Estado para ofrecer la capacidad militar que pueda requerir una política de defensa nacional. En algunos países, las fuerzas paramilitares se incluyen en las fuerzas armadas de una nación, aunque no se consideran militares. Las fuerzas armadas que no forman parte de organizaciones militares o paramilitares, como las fuerzas de insurgentes, suelen imitar a las organizaciones militares, o utilizan estructuras ad hoc, mientras que la organización militar formal tiende a utilizar formas jerárquicas.

## Historia
El uso de rangos formalizados en una estructura jerárquica se generalizó con el ejército romano.
En la época moderna, el control ejecutivo, la gestión y la administración de la organización militar suele ser asumida por los gobiernos a través de un departamento gubernamental dentro de la estructura de la administración pública, a menudo conocido como ministerio de defensa o departamento de defensa. Estos, a su vez, gestionan ramas militares que a su vez comandan formaciones y unidades especializadas en combate, apoyo al combate y apoyo al servicio de combate.

## Control ejecutivo, gestión y administración
El control generalmente civil o parcialmente civil de la organización militar nacional lo ejerce en las democracias un líder político elegido como miembro del gabinete del gobierno, normalmente conocido como ministro de defensa. En los sistemas presidenciales, como en Estados Unidos, el presidente es el comandante en jefe, y el ministro de defensa del gabinete es el segundo al mando. Subordinados a ese cargo suelen estar los secretarios de las principales divisiones operativas específicas de las fuerzas armadas en su conjunto, como las que prestan servicios generales de apoyo a los militares, incluidos sus dependientes.
Luego están los jefes de los organismos departamentales específicos responsables de la prestación y gestión de servicios específicos basados en la capacidad y el conocimiento, como el asesoramiento estratégico, la evaluación de la desarrollo de la capacidad militar, o la prestación de investigación de la ciencia militar, y el diseño y desarrollo de tecnologías. Dentro de cada agencia departamental se encontrarán ramas administrativas encargadas de la labor posterior de la agencia especialización empresarial.

## Ramas militares

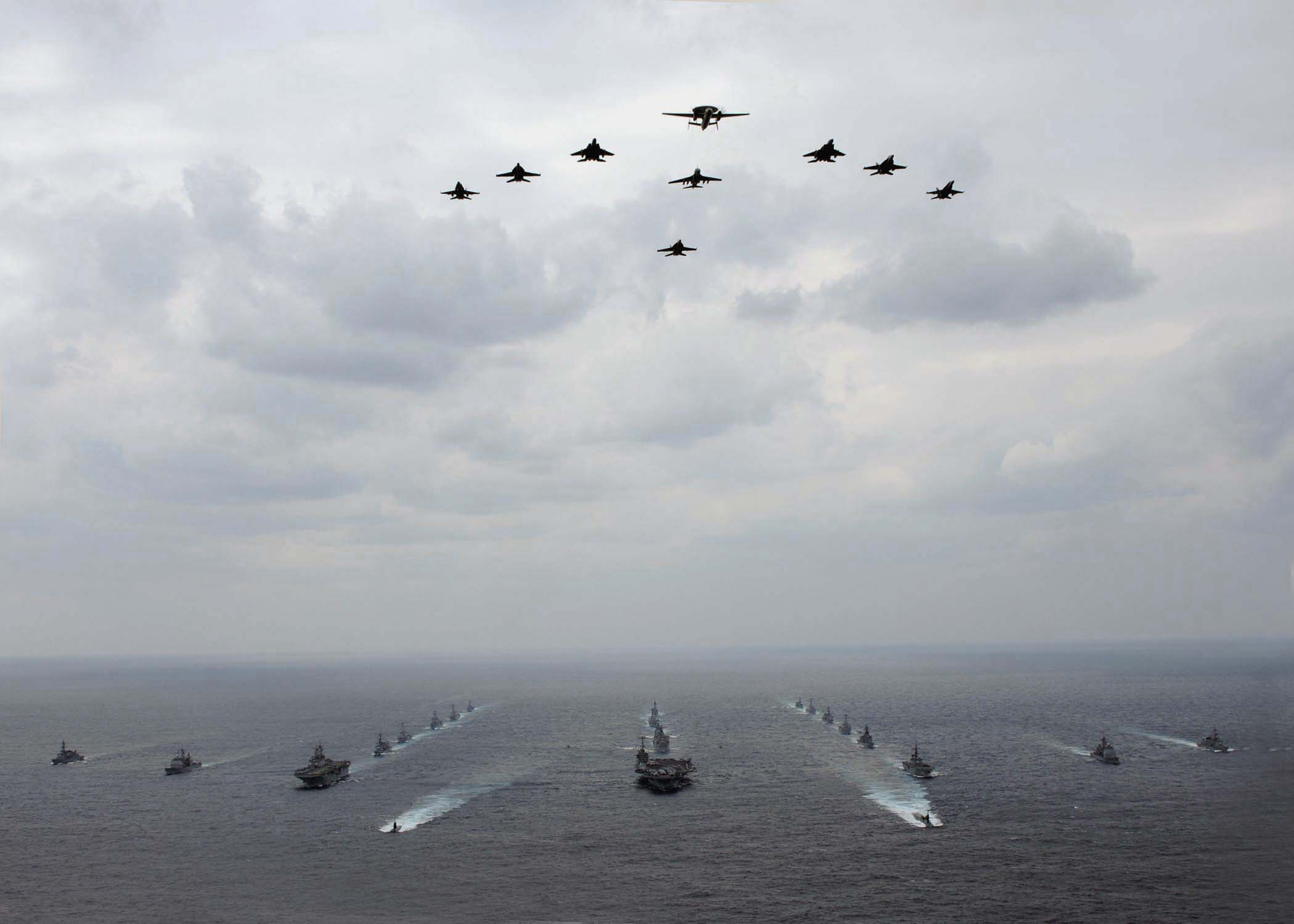
Una formación mixta de aviones y barcos de vehículos militares durante un ejercicio con vehículos de la USN y de la JASDF.

En la mayoría de los países, las fuerzas armadas se dividen en tres ramas militares (también servicio, servicio armado o servicio militar): ejército, armada y fuerza aérea.
Muchos países tienen una variación del modelo estándar de tres ramas militares básicas. Algunas naciones también organizan sus fuerzas espaciales, marinos, fuerzas especiales o misiles estratégicos como servicios armados independientes. La guardia costera de una nación también puede ser una rama independiente de sus fuerzas armadas, aunque en muchas naciones la guardia costera es una agencia de aplicación de la ley o una agencia civil. Algunos países no tienen marina, por razones geográficas.
En las fuerzas armadas más grandes, la cultura entre las diferentes ramas de las fuerzas armadas puede ser muy diferente.
La mayoría de los países más pequeños tienen una única organización que engloba a todas las fuerzas armadas empleadas por el país en cuestión. Los ejércitos de los países en vías de desarrollo suelen estar formados principalmente por infantería, mientras que los ejércitos de los países en vías de desarrollo tienden a tener unidades más grandes con equipos costosos y sólo una fracción de personal en unidades de infantería.
Merece la pena mencionar el término conjunta.  En los ejércitos occidentales, una fuerza conjunta se define como una unidad o formación que comprende la representación del poder de combate de dos o más ramas del ejército.

### Fuerzas de seguridad interna
Las Gendarmerías, incluyendo sus equivalentes como fuerzas paramilitares, tropas internas y similares, son un servicio de seguridad interna común en la mayor parte del mundo, pero poco común en los países con historias de derecho consuetudinario inglés, donde se emplea a la policía civil para hacer cumplir la ley, y hay fuertes restricciones sobre cómo se pueden utilizar las fuerzas armadas para ayudar. 

## Comandos, formaciones y unidades
Es común, al menos en los ejércitos europeos y norteamericanos, referirse a los bloques de construcción de un ejército como mando o comando.
En un contexto militar, un comando es un conjunto de unidades y formaciones bajo el control de un solo oficial. Aunque durante la Segunda Guerra Mundial un comando era también un nombre dado a un grupo de batalla en el Ejército de Estados Unidos, en general es un cuartel general de estrategia militar administrativo y ejecutivo que responde ante el gobierno nacional o el cuartel general militar nacional. No es raro que los servicios de una nación estén formados por su propio mando (como el componente terrestre, el componente aéreo, el componente naval y el componente médico en el Ejército belga), pero esto no excluye la existencia de mandos que no estén basados en servicios.
Una formación es definida por el Departamento de Defensa de los Estados Unidos como "dos o más aviones, barcos o unidades que proceden juntos bajo un comandante". Formin en la Gran Enciclopedia Soviética enfatiza su naturaleza de armas combinadas: "Las formaciones son aquellas organizaciones militares que se forman a partir de unidades de tropas de diferentes especialidades de Armas y Servicios para crear una fuerza de combate equilibrada y combinada. Las formaciones sólo se diferencian en su capacidad de alcanzar diferentes escalas de aplicación de la fuerza para lograr diferentes metas estratégicas, operativas y tácticas y objetivos de la misión"  Es una organización militar compuesta que incluye una mezcla de subunidades integradas y adscritas operacionalmente, y suele tener capacidad de combate. Algunos ejemplos de formaciones son: divisiones, brigadas, batallones, alas, etc. La formación también puede referirse a la formación táctica, la disposición física de las tropas y las armas. Los ejemplos de formación en este uso incluyen: pakfront, panzerkeil, formación testudo, etc.
Una unidad típica es una organización militar homogénea (ya sea de combate, Apoyo al combate o sin capacidad de combate) que incluye personal de servicio predominantemente de un solo brazo de servicio, o una rama de servicio, y sus funciones administrativas y de mando son autónomas. Cualquier unidad subordinada a otra unidad se considera su subunidad o unidad menor. En Estados Unidos no es raro que unidad y formación se utilicen como sinónimos. En la práctica de la Commonwealth of Nations, la formación no se utiliza para organizaciones más pequeñas, como los batallones, que se denominan "unidades", y sus pelotones constituyentes o compañías se denominan subunidades. En la Commonwealth, las formaciones son divisións, brigadas, etc.
Diferentes fuerzas armadas, e incluso diferentes ramas de servicio de las fuerzas armadas, pueden utilizar el mismo nombre para denotar diferentes tipos de organizaciones. Un ejemplo es la "escuadra". En la mayoría de las marinas, un escuadrón es una formación de varios barcos; en la mayoría de las fuerzas aéreas es una unidad; en el Ejército de Estados Unidos es una unidad de caballería del tamaño de un batallón; y en los ejércitos de la Commonwealth un escuadrón es una subunidad del tamaño de una compañía.

## Tabla de organización y equipamiento
Una tabla de organización y equipo (TOE o TO&E) es un documento publicado por la Agencia de Apoyo a la Gestión de la Fuerza del Ejército de los Estados Unidos que prescribe la organización, la dotación y el equipamiento de las unidades desde el tamaño de división y hacia abajo, pero también incluye los cuarteles generales de los Cuerpos y Ejércitos.
También proporciona información sobre la misión y las capacidades de una unidad, así como el estado actual de la misma. Una TOE general es aplicable a un tipo de unidad (por ejemplo, la infantería) y no a una unidad específica (la 3.ª División de Infantería). De este modo, todas las unidades de una misma rama (como la infantería) siguen las mismas directrices estructurales.

## Jerarquía moderna

### Jerarquía del ejército
La siguiente tabla ofrece una visión general de algunos de los términos utilizados para describir la jerarquía del ejército en las fuerzas armadas de todo el mundo. Aunque se reconoce que hay diferencias entre los ejércitos de las distintas naciones, muchos se basan en los modelos del ejército británico o de las fuerzas armadas de los Estados Unidos, o en ambos. Sin embargo, muchas unidades y formaciones militares se remontan a mucho tiempo atrás, y fueron ideadas por diversos pensadores militares a lo largo de la historia europea.
Por ejemplo, el moderno Cuerpo fue introducido por primera vez en Francia hacia 1805 por Napoleón como una agrupación táctica más flexible de dos o más divisiones durante las Guerras Napoleónicas.
| Símbolo OTAN                                                  | Nombre | Tipo               | Fuerza               | Unidades que lo componen                                 | Comandante o líder |
| ------------------------------------------------------------- | --- | ------------------ | -------------------- | -------------------------------------------------------- | --- |
|                                                               | Comando de combate o equivalente región militar teatro de operaciones                                                                                         | Comando            | 1,000,000–10,000,000 | 4+ grupos de ejércitos                                   | OF-10: mariscal de campo OF-9: general de 4 estrellas, general del ejército o coronel general                                               |
|                                                               | Grupo de ejército o equivalente | Comando            | 400,000–1,000,000    | 2+ ejércitos                                             | OF-10 mariscal de campo OF-9: general, general del ejército o coronel general                                                               |
|                                                               | field army | Comando            | 100,000–200,000      | 2–4 cuerpos                                              | OF-10: mariscal de campo OF-9: general, general del ejército o coronel general                                                              |
|                                                               | cuerpos | Formación          | 20,000–60,000        | 2+ divisiones                                            | OF-9: general del ejército OF-8 o OF-9: general o general de cuerpo OF-8: teniente general o coronel general                                |
|                                                               | división | Formación          | 6,000–25,000         | 2–8 brigadas o regimientos                               | OF-7 o OF-8: teniente general o general de división OF-7: mayor general                                                                     |
|                                                               | brigada | Formación          | 3,000–5,000          | 2+ regimientos o grupos, o 3–8 batallones o equivalentes | OF-6 o OF-7: mayor general o General de Brigada OF-6: brigadier, brigadier general OF-5: coronel (en algunos países a veces solo ese rango) |
|                                                               | regimiento o grupo | Unidad             | 1,000–3,000          | 2+ batallones o equivalente                              | OF-5: coronel |
|                                                               | batallón o equivalente regimiento (an algunos países solo para algunas armas) escuadrón (EEUU caballería) Escuadrón (en algunos países para aviación) cohorte | Unidad             | 300–1,000            | 2–6 subunidades (compañías o equivalente)                | OF-4: teniente coronel |
|                                                               | compañía o equivalente batería de artillería escuadrón (en algunos países solo para algunas armas) Caballería de Estados Unidos tropa centuria                | Unidad o subunidad | 80–250               | 2–8 pelotones o equivalente                              | OF-3: Mayor OF-2: capitán OR-9: suboficial principal                                                                                        |
| Archivo:NATO Map Symbol - Unit Size - Seccion - Germany.svg · | sección | Sub-subunidad      | 50–90                | 2 pelotones/tropas o 6–10 secciones                      | OF-2: capitán o capitán de personal OR-8: Suboficial o Brigada                                                                              |
|                                                               | pelotón o equivalente tropa (en algunos países únicamente para algunas armas)                                                                                 | Sub-subunidad      | 26–55                | 2+ Sección, o vehículos                                  | OF-1: primer o segundo teniente OR-7: warrant officer                                                                                       |
|                                                               | sección o patrulla | -                  | 12–24                | 2–3 escuadras o 3–6 grupos de combate                    | OR-6: suboficial sargento OR-5: sargento |
|                                                               | squad | -                  | 6–12                 | 2–3 fireteams or 1+ cell                                 | OR-5: sargento OR-4: corporal |
|                                                               | team or crew | -                  | 2–4                  | n/a                                                      | OR-3: lance corporal to OR-5: sargento OR-2: private first class                                                                            |

En esta escalera pueden saltarse peldaños: por ejemplo, las fuerzas típicas de la OTAN pasan del batallón a la brigada. Asimismo, sólo las grandes potencias militares pueden tener organizaciones en los niveles superiores y los distintos ejércitos y países también pueden utilizar nombres tradicionales, lo que crea una gran confusión: por ejemplo, un regimiento blindado británico o canadiense (batallón) se divide en escuadróns (compañías) y tropas (pelotones), mientras que un escuadrón de caballería estadounidense (batallón) se divide en tropas (compañías) y pelotones. En el sistema francés (utilizado por muchos países africanos) la compañía se divide en secciones (pelotones) compuestas por 3 x "groupes de combat" de 7 soldados, más un grupo de tripulación de vehículos y un cuartel general que incluye 2 x francotiradores.
Ejército, grupo de ejército, región y teatro son grandes formaciones que varían significativamente entre las fuerzas armadas en tamaño y posición jerárquica.  Mientras que las divisiones eran el nivel tradicional en el que los elementos de apoyo (artillería de campaña, hospitales, logística y mantenimiento, etc.) se añadían a la estructura de las unidades, desde la Segunda Guerra Mundial, muchas brigadas tienen ahora esas unidades de apoyo, y desde la década de 1980, los regimientos también han recibido elementos de apoyo.  Un regimiento con estos elementos de apoyo se denomina equipo de combate de regimiento en la jerga militar estadounidense, o grupo de combate en el Reino Unido y otras fuerzas. La doctrina del ejército canadiense también incluye el equipo de combate que es una compañía de infantería aumentada con tanques, o un escuadrón de tanques aumentado con infantería, o la combinación de una compañía completa de infantería con un escuadrón completo de tanques.
Durante la Segunda Guerra Mundial el Ejército Rojo utilizó la misma estructura organizativa básica.  Sin embargo, al principio muchas unidades tenían una potencia muy inferior y su tamaño estaba en realidad un nivel por debajo en la escala que se suele utilizar en otros lugares; por ejemplo, una división en el Ejército Rojo de principios de la Segunda Guerra Mundial habría sido del tamaño de los regimientos o brigadas de la mayoría de las naciones. En la cima de la escala, lo que otras naciones llamarían un grupo de ejército, el Ejército Rojo lo llamaba un front. Por el contrario, durante el mismo periodo los grupos de ejército de la Wehrmacht alemana, particularmente en el Frente Oriental, como el Grupo de Ejército Centro superaban significativamente los números anteriores, y eran más afines a las Direcciones Estratégicas soviéticas.

### Jerarquía naval
La organización naval a nivel de flotilla y superior es menos común, ya que los barcos operan en grupos más pequeños o más grandes en diversas situaciones que pueden cambiar de un momento a otro.  Sin embargo, existe una terminología común utilizada en todas las marinas para comunicar el concepto general de cuántos buques puede haber en una unidad.
Las marinas se organizan generalmente en grupos con un propósito específico, normalmente estratégico, y estas agrupaciones organizativas aparecen y desaparecen con frecuencia en función de las condiciones y exigencias que se plantean a una marina.  Esto contrasta con la organización del ejército, donde las unidades permanecen estáticas, con los mismos hombres y equipos, durante largos períodos de tiempo.
| Nombre de la unidad                      | Tipo de buque                                                   | N.º de buques                                                   | Oficial al mando                                          |
| ---------------------------------------- | --------------------------------------------------------------- | --------------------------------------------------------------- | --------------------------------------------------------- |
| Comando de Combate Armada o Almirantazgo | Todos los navíos de la marina                                   | 2+ Flotas                                                       | Almirante de la Flota, Gran Almirante o Almirante         |
| Flota                                    | Todos los navíos en un océano o región amplia                   | 2+ Battle Fleets                                                | Admiral or Vice Admiral                                   |
| Flota de batalla                         | A large number of vessels of all types                          | 2+ Fuerza de Tareas                                             | Vicealmirante                                             |
| Fuerza de Tareas o Strike Group          | Un conjunto de navíos complementarios                           | 2+ Task Groups, Divisions or Flotillas                          | Rear Admiral (upper half) or Rear Admiral                 |
| División or Task Group                   | Usually capital ships                                           | 2+ buques grandes                                               | Rear Admiral (lower half), Commodore, or Division Admiral |
| Flotilla o Grupo de Tareas               | A small number of vessels, usually of the same or similar types | 2+ Squadrons                                                    | Rear Admiral (lower half), Commodore, or Flotilla Admiral |
| Squadron or Task Unit                    | Buques pequeños                                                 | A small number of vessels, usually of the same or similar types | Captain or Commander                                      |
| Task Element                             | A single vessel                                                 | One                                                             | Captain, Commander, Lieutenant Commander or Lieutenant    |

Los rangos de cinco estrellas de almirante de la flota y almirante de la flota han dejado de usarse de forma regular desde la década de 1990, con la excepción de los nombramientos ceremoniales u honoríficos. En la actualidad, todas las grandes armadas (aguas azules y aguas verdes) están comandadas por un almirante de cuatro o tres estrellas, según su tamaño. Las fuerzas navales más pequeñas, como la Armada Real de Nueva Zelanda, o las marinas que son efectivamente guardacostas, están comandadas por un contralmirante (rango de dos estrellas), comodoro (rango de una estrella) o incluso un capitán.
Los portaaviones suelen estar al mando de un capitán. Los submarinos y destructores suelen estar al mando de un capitán o comandante. Algunos destructores, sobre todo los más pequeños, como las fragatas (antes conocidas como destructores de escolta) suelen estar al mando de oficiales con rango de comandante. Las corbetas, la clase más pequeña de buques de guerra, están al mando de oficiales con el rango de comandante o capitán de corbeta. Los buques auxiliares, como las lanchas cañoneras, los dragaminas, las lanchas patrulleras, las lanchas fluviales militares, los buques auxiliares y las lanchas torpederas suelen estar al mando de tenientes, subtenientes o suboficiales.  Normalmente, cuanto más pequeño es el buque, menor es el rango del comandante del mismo.  Por ejemplo, las lanchas patrulleras suelen estar al mando de señal, mientras que las fragatas rara vez están al mando de un oficial de rango inferior al de comandante.
Históricamente, las armadas tenían una estructura mucho más rígida.  Los barcos se agrupaban en divisiones, que a su vez se agrupaban en escuadrones numerados, que formaban una [[Flota naval]|flota]].  El permiso para que un buque abandonara una unidad y se uniera a otra debía ser aprobado por escrito.
La Armada moderna de los Estados Unidos se basa principalmente en una serie de agrupaciones estándar de buques, como el grupo de ataque de portaaviones y el grupo de ataque expedicionario.
Además, la organización naval continúa a bordo de un solo buque. La dotación forma tres o cuatro departamentos (como el táctico y el de ingeniería), cada uno de los cuales tiene una serie de divisiones, seguidas de centros de trabajo.

### Jerarquía de las fuerzas aéreas
Las estructuras organizativas de las fuerzas aéreas varían según las naciones: algunas fuerzas aéreas (como la Fuerza Aérea de los Estados Unidos y la Real Fuerza Aérea) se dividen en comandos, grupos y escuadrones; otras (como la Fuerza Aérea Soviética) tienen una estructura organizativa al estilo del Ejército.  La moderna Real Fuerza Aérea Canadiense utiliza la División aérea como formación entre las alas y el comando aéreo completo.  Al igual que la RAF, las alas canadienses están formadas por escuadrones.
| Símbolo OTAN | Nombre unidad (USAF/RAF/Otras fuerzas aéreas)                          | N.º de personal          | N.º de aviones   | N.º de unidades subordinadas (USAF/RAF)              | Oficial al mando (USAF/RAF)                       |
| ------------ | ---------------------------------------------------------------------- | ------------------------ | ---------------- | ---------------------------------------------------- | ------------------------------------------------- |
|              | Comando de combate o fuerza aérea nacional                             | Entire air force         | Entire air force | All Major Commands / Commands                        | GAF / MRAF or Air Chf Mshl                        |
|              | Major Command / Command                                                | Varía                    | Varía            | Varía by Region or Duty                              | Gen / Air Chf Mshl                                |
|              | No USAF equivalent/Command or Tactical Air Force / Air army            | Varía por región o tarea | Varía            | Varía por región o tarea                             | Gen o Teniente-General / Air Chf Mshl or Air Mshl |
|              | Numbered Air Force/No RAF equivalent                                   | Varía by Region or Duty  | Varía            | 2+ Alas/Grupos                                       | Maj-Gen or Lt-Gen / N/A                           |
|              | No USAF equivalent/No RAF equivalent /Aviation Division /Air division  | Varies by Region or Duty | Varies           | 2+ Wings/Groups                                      | Maj-Gen or Div-Gen                                |
|              | Wing/Group (inc. EAGs) /Russian aviation brigade/Air Brigade           | 1,000–5,000              | 48–200           | 2+ Groups/Wings                                      | Brig-Gen/AVM or Air Cdre                          |
|              | Group/Wing (inc. EAWs) or Station /Russian aviation regiment           | 300–1,000                | 17–48            | 3–4 Squadrons/3–10 Flights                           | Col/Gp Capt or Wg Cdr                             |
|              | Squadron                                                               | 100–300                  | 7–16             | 3–4 Flights                                          | Lt Col or Maj/Wg Cdr or Sqn Ldr                   |
|              | Flight or flying staffel                                               | 20–100                   | 4–6              | 2 or more Sections plus maintenance and support crew | Maj or Capt/Sqn Ldr or Flt Lt                     |
|              | No USAF equivalent/No RAF equivalent /German ground staffel or echelon | 40–160                   | 6-12             | 1-2 Sections plus maintenance and support crew       | Capt or Staff Captain                             |
|              | Element or Section                                                     | 10–40                    | n/a–2            | n/a                                                  | Junior Officer o Senior NCO                       |
|              | Detail                                                                 | 8–12                     | n/a              | n/a                                                  | Senior NCO o Junior NCO                           |
|              | escuadra o personal                                                    | 2–4                      | n/a              | n/a                                                  | Junior NCO                                        |

## Fuerza de tareas
Una task force es una unidad o formación creada como agrupación temporal para un propósito operativo específico.  Aparte de las formas de organización jerárquica administrativa que han evolucionado desde principios del siglo XVII en Europa, las fuerzas de combate se han agrupado con fines operativos específicos en organizaciones relacionadas con la misión, como el Kampfgruppe alemán o el Equipo de Combate (Ejército) y la Fuerza de Tarea (Marina) de los Estados Unidos durante la Segunda Guerra Mundial, o el Grupo de maniobra operacional soviético durante la Guerra Fría. En los ejércitos británicos y de la Commonwealth, el grupo de combate se convirtió en la agrupación habitual de compañías durante la Segunda Guerra Mundial y la Guerra Fría.
Dentro de la OTAN, una Fuerza de Tarea Conjunta (JTF) sería una agrupación temporal de este tipo que incluye elementos de más de un servicio armado, una Fuerza de Tarea Combinada (CTF) sería una agrupación temporal de este tipo que incluye elementos de más de una nación, y una Fuerza de Tarea Conjunta Combinada (CJTF) sería una agrupación temporal de este tipo que incluye elementos de más de un servicio armado y más de una nación.